# Tiberiu
Tiberiu ist ein rumänischer männlicher Vorname, abgeleitet vom altrömischen Tiberius. Zur Bedeutung des Namens siehe hier.

## Namensträger
- Tiberiu Bălan (* 1981), rumänischer Fußballspieler
- Tiberiu Bărbulețiu (* 1963), rumänischer Politiker
- Tiberiu Brediceanu (1877–1968), rumänischer Komponist
- Tiberiu Ghioane (* 1981), rumänischer Fußballspieler
- Tiberiu Olah (1928–2002), rumänischer Komponist